# Mekdad Sehili
Mekdad Sehili (arabe : مقداد السهيلي), également orthographié  Mokdad Shili, né le 4 avril 1957 à Tunis, est un musicien, chanteur et compositeur tunisien.

## Biographie

### Formation
Il entame son initiation à la musique avec du chant coranique à l'âge de six ans, dans l'école où enseigne son père. En 1980, devenu étudiant à la faculté de droit et des sciences politiques et économiques de Tunis, il poursuit ses études de musique.

### Carrière artistique
En 1988, il enregistre une cassette audio (Khrafa), cette fois à titre d'auteur-compositeur-interprète. En 1994, il compose deux chansons pour la chanteuse Hayet Idrissi lors d'une tournée au Maroc. En 1999, il choisit de s'installer à Montréal dans l'espoir de donner davantage libre cours à son inspiration, de vivre une expérience musicale enrichissante et originale et de la concrétiser par la sortie d'un CD. En 2001, il se produit au Festival international de jazz de Montréal avant de retourner en Tunisie.
Longtemps tenu à l'écart des grands festivals pour cause de négligence de l'administration culturelle qui se focalise davantage sur les affiches courues que sur les aptitudes et les contenus, il se lance ainsi dans un projet théâtral baptisé 32 juillet, un one-man-show humoristique où il critique les politiques culturelles de la Tunisie sous le régime de Zine el-Abidine Ben Ali,.

### Engagement syndical
À la tête du syndicat national des chanteurs professionnels tunisiens à partir de 2012, il inaugure la Maison du musicien, devenue une destination pour les musiciens et chanteurs venus pour des répétitions en prévision de leurs concerts. En 2016, il tente d'importer une statue de cire dédiée au chanteur tunisien Ali Riahi et réalisée en Chine. Cela ne l'empêche pas d'exprimer son regret du manque de coopération du ministère des Affaires culturelles pour la finalisation des formalités douanières et le versement des redevances jugées coûteuses pour la récupération de la statue.
Dans le cadre de ses fonctions syndicales, il déclare le 19 décembre 2015 que tout artiste n'ayant pas de carte professionnelle n'exercera pas ce métier, indiquant que « le syndicat est la seule institution qui protègera les droits du chanteur ». Le ministère de la Culture répond le 31 décembre en précisant qu'il est la seule autorité capable d'attribuer des cartes professionnelles aux artistes.

### Engagement politique
En 2014, il se présente sans succès comme indépendant aux élections législatives,.

## Albums
- Mawawily
- 1988 : Machi
- 1990 : Nos lettres
- 1995 : Musique d'aujourd'hui
- 2004 : Non
- 2005 : Mawawily
- 2005 : Histoire d'amour (opérette)
- 2008 : Film
- 2017 : Chante pour l'amour et la paix (comédie musicale)[11]

## Séries télévisées
- 2008 : Choufli Hal de Slaheddine Essid et Abdelkader Jerbi (invité d'honneur de l'épisode 29 de la saison  4) : Hazem
- 2021 : Ken Ya Makenech d'Abdelhamid Bouchnak

## Distinctions
- Chevalier de l'Ordre tunisien du Mérite (2004)[12] ;
- Grand prix du Festival de la musique tunisienne (2005)[1].